# V. stajaći djelatni zdrug
V. stajaći djelatni zdrug (ponekad zvan i V. ustaški stajaći zdrug) bio je postrojba Ustaške vojnice tijekom drugog svjetskog rata. Zdrug je nastao od dijela I. ustaškog zdruga, popularno zvanog Crna legija, zbog čega je i V. zdrug bio poznat pod tim nadimkom. Zapovjednik V. zdruga bio je ustaški pukovnik Rafael Boban, a njegov zamjenik ustaški dopukovnik Josip Kožić.

## Povijest

### Nastanak
Odluka o ustrojavanju V. ustaškog zdruga donesena je tijekom bitke na Kozari, u kojoj su se protiv partizana borile 1. i 2. bojna I. stajaćeg djelatnog sdruga, Crne legije. Nakon uspješne obrane Kupresa, od 1. i 2. bojne, te novopridošlih ustaških bojni na prostoru Bugojna, Kupresa, Tomislavgrada, Livna i Imotskog ustrojen je V. ustaški zdrug. Operativno područje zdruga bila je sjeverozapadna Hercegovina, dolina Vrbasa, dinarska krška polja i dio središnje Bosne.

### Sastav
- I. djelatna bojna - Podromanija
- II. djelatna bojna - Sokolac
- XIV. djelatna bojna
- XX. djelatna bojna
- XXI. pripremna bojna - Lašva
- XXVI. djelatna bojna

### 1943.
Od kasne jeseni 1942. do sredine veljače 1943. godine, zdrug vodi teške borbe s novopostrojenim partizanskim proleterskim i udarnim divizijama tijekom kojih je izgubio Jajce, Livno, Tomislavgrad, Šujicu, Posušje i Imotski. Sudjeluje u operaciji Weiss II u borbama na Neretvi, a u ožujku ponovno je zaposjeo posadna mjesta u krškim poljima koja je izgubio u zimu 1942./43. Početkom travnja zaposjeda Glamoč i odbija iznimno silovite napade krajiških partizana.
Brojno stanje zdruga, zbog stalnih borbi u kojima je bio angažiran i odlaska dijela ljudi u druge postrojbe, polovicom 1943. toliko je smanjeno da je nekoliko bojni dokinuto, a ljudima su popunjene ostale bojne. U svibnju stožer je premješten u Livno. Uz tri bojne i gorsku bitnicu imao je u sastavu i oklopnu satniju, a povremeno su mu operativno podređene ustaške bojne iz Dalmacije i Hercegovine. Krajem kolovoza povlači se iz Glamoča u Livno.
U isto vrijeme ne uspijeva obraniti Bugojno, ali krajem kolovoza odbija partizanski napad na Livno. Neuspjeh je doživio i pokušaj da se sredinom rujna okruženi Kupres opskrbi hranom i streljivom iz Tomislavgrada. Početkom listopada zdrug se povlači iz Livna i Tomislavgrada u Posušje iz kojeg je uskoro izbačen. Zdrug se povlači u Imotski iz kojeg je ubrzo povratio Posušje. Jesen prolazi u borbama s dalmatinskim partizanima oko Posušja i na području Imotske krajine. U prosincu sudjeluje u pothvatu ZIETHEN i s njemačkim snagama prodire iz Posušja i zauzima Tomislavgrad i Šujicu.

### 1944.
U siječnju 1944. po naredbi Ante Pavelića, V. zdrug je premješten u Zagreb gdje se trebao odmoriti te popuniti ljudstvom, oružjem i opremom. Nakon toga je trebao biti upućen prema Tuzli koju su tada ugrožavali partizani. No po Bobanovom prijedlogu V. zdrug je upućen u Podravinu u borbu protiv partizana s Bilogore, što je odobrio i njemački general Hans Juppe, tadašnji glavni inspektor Hrvatskih oružanih snaga. U sastav zdruga tada ulazi ustaška bojna iz Bjelovara. Dio zdruga s 1. PTS pukovnijom čini operativnu skupinu za izvođenje napadnih pothvata i intervencije.
U listopadu počinju zajednička napadna djelovanja 6. slavonskog i 10. zagrebačkog korpusa te 7. divizije NOVJ, ukupno 13 brigada, u Podravini kojima su do polovice listopada zauzeti Pitomača, Kloštar, Đurđevac, Virje i Novigrad. Za borbu protiv partizana Nijemci su namjeravali iskoristiti dvije mađarske divizije jer su Mađari smatrali da ustaške postrojbe nisu bile dovoljne za suzbijanje partizana. Želeći spriječiti ulazak mađarskih jedinica na teritorij NDH, Boban je zajedno s Antom Moškovom i njegovim Poglavnikovim tjelesnim zdrugom, ne poštujući zapovjedi njemačkog generala Auleba, krenuo u akciju i uspješno je izveo bez upotrebe mađarskih jedinica. Od 13. do 17. listopada V. zdrug s dijelovima PTS-a odbija jak napad na Koprivnicu. V. zdrug je nakon toga ušao u sastav 5. hrvatske divizije sa sjedištem u Bjelovaru. Zapovjednik divizije bio je Boban.

## Poveznice
V. ustaški zdrug na www.vojska.net